# Code de conduite dans le domaine de la fiscalité des entreprises
Le code de conduite dans le domaine de la fiscalité des entreprises, également Groupe code de conduite, est un groupe de travail créé le 9 mars 1998 par le Conseil de l'Union européenne et les représentants des gouvernements des États membres de l'Union européenne.

## Fonctionnement
Le groupe Code de conduite est composé de représentants des États membres et de la Commission européenne. Une résolution adoptée par le Conseil européen le 1er décembre 1997 vise à développer des mécanismes non contraignants afin d'« enrayer la concurrence fiscale dommageable ».
Il est présidé par un représentant d'un État membre, pour un mandat de deux ans. Lyudmila Petkova est reconduite en janvier 2021 pour un deuxième mandat de Présidente.
Son objectif est « d’identifier les régimes fiscaux risquant d’engendrer une concurrence fiscale dommageable entre pays, puis de les démanteler : dispositifs offrant un très bas niveau d’imposition, facilités fiscales réservées aux non-résidents, incitations fiscales pour des entités dépourvues d’activités économiques réelles, mesures opaques… ».
Ses réunions sont soumises au secret. L'existence du Groupe Code de conduite est peu connue du grand public avant 2014 et les révélations des LuxLeaks.
Les travaux du groupe Code de conduite n'ont pas force de loi. Il contribue à la rédaction de notes d'orientation et prépare l'examen de la liste de l'UE des pays et territoires non coopératifs à des fins fiscales,.

## Histoire
En 2003, le Groupe code de conduite recense 66 mesures dommageables, qui doivent être gelées ou abrogées, notamment le statut controversé de la Holding 1929 du Luxembourg, abandonné en 2006.
Cependant le groupe doit progressivement faire face à la résistance de quatre de ses membres : le Luxembourg, les Pays-Bas, la Belgique et l’Irlande, économies ouvertes « tournées vers l’accueil fiscal des multinationales ». Son action est ensuite nettement affaiblie au cours des années 2000,.
En juillet 2021, les eurodéputés demandent la réécriture du Code de conduite sur la fiscalité des entreprises.
Mediapart et l'European Investigative Collaborations partagent en novembre 2021 de nombreux documents de travail du Groupe Code de conduite, obtenus par l'hebdomadaire der Spiegel. Ils indiquent, selon Mediapart, « un manque de volonté patent, notamment côté français, ayant conduit à un dramatique échec ».

## Critiques
António Carlos dos Santos indique en 2004 qu'il n’existe pas de définition claire du concept de concurrence fiscale dommageable, en particulier si on considère les aides d’État sous forme fiscale. Il estime qu'il est nécessaire d’étendre la lutte contre la concurrence fiscale, et « d’observer un principe de stricte égalité entre tous les États membres », ce qu'il n'a pas pu observer en 2004.
Alain Lamassoure estime en 2015 que « Le Code de conduite doit être soumis à un contrôle démocratique. Si on compte sur la régulation des Etats membres par eux-mêmes, on n’arrivera à rien ».